# Ingrid Sandahl
Ingrid Sandahl (Stockholm, 5 november 1924 - Örebro, 15 november 2011) was een Zweeds turnster. 
Sandahl eindigde met de Zweedse ploeg als vierde op de Olympische Zomerspelen 1948.
Twee jaar later werd Sandahl met haar ploeggenoten wereldkampioene in de landenwedstrijd.
Tijdens de Olympische Zomerspelen 1952 won Sandahl met haar ploeggenoten de gouden medaille in de landenwedstrijd draagbaar gereedschap en eindigde zij wederom als vierde in de landenwedstrijd.

## Resultaten

### Olympische Zomerspelen
| Jaar | Plaats   | Resultaten                                                                              |
| ---- | -------- | --------------------------------------------------------------------------------------- |
| 1948 | Helsinki | 4e in de landenwedstrijd                                                                |
| 1952 | Helsinki | in de landenwedstrijd draagbaar gereedschap 4e in de landenwedstrijd 57e in de meerkamp |

### Wereldkampioenschappen turnen
| Jaar | Plaats | Resultaten            |
| ---- | ------ | --------------------- |
| 1950 | Bazel  | in de landenwedstrijd |

1952: Evy Berggren, Vanja Blomberg, Ann-Sofi Colling, Karin Lindberg, Hjördis Nordin, Göta Pettersson, Gun Röring, Ingrid Sandahl ·
1956: Andrea Bodó, Erzsébet Gulyás, Ágnes Keleti, Alíz Kertész, Margit Korondi, Olga Tass